# 第48回全米映画批評家協会賞
48th NSFC Awards

作品賞: 

 インサイド・ルーウィン・デイヴィス 名もなき男の歌 
第48回全米映画批評家協会賞は2013年の映画を対象としており、2014年1月4日に発表された。

## 受賞結果
※（）内は決選投票での得票数

### 作品賞
- 1位 - 『インサイド・ルーウィン・デイヴィス 名もなき男の歌』 (ジョエル・コーエン、イーサン・コーエン監督) (23)
  - 2位 - 『アメリカン・ハッスル』 (デヴィッド・O・ラッセル監督) (17)
  - 3位 - 『それでも夜は明ける』 (スティーヴ・マックイーン監督) (16)

### 監督賞
- 1位 - コーエン兄弟 - 『インサイド・ルーウィン・デイヴィス 名もなき男の歌』 (25)
  - 2位 - アルフォンソ・キュアロン - 『ゼロ・グラビティ』 (18)
  - 3位 - スティーヴ・マックイーン - 『それでも夜は明ける』 (15)

### 主演男優賞
- 1位 - オスカー・アイザック - 『インサイド・ルーウィン・デイヴィス 名もなき男の歌』 (28)
  - 2位 - キウェテル・イジョフォー - 『それでも夜は明ける』 (19)
  - 3位 - ロバート・レッドフォード - 『オール・イズ・ロスト 〜最後の手紙〜』 (12)

### 主演女優賞
- 1位 - ケイト・ブランシェット - 『ブルージャスミン』 (57)
  - 2位 - アデル・エグザルホプロス - 『アデル、ブルーは熱い色』 (36)
  - 3位 - ジュリー・デルピー - 『ビフォア・ミッドナイト』(26)

### 助演男優賞
- 1位 - ジェームズ・フランコ - 『スプリング・ブレイカーズ』 (24)
  - 2位 - ジャレッド・レト - 『ダラス・バイヤーズクラブ』 (20)
  - 3位 - バーカッド・アブディ - 『キャプテン・フィリップス』 (14)

### 助演女優賞
- 1位 - ジェニファー・ローレンス - 『アメリカン・ハッスル』 (54)
  - 2位 - ルピタ・ニョンゴ - 『それでも夜は明ける』 (38)
  - 3位 - サリー・ホーキンス - 『ブルージャスミン』 (18)
  - 3位 - レア・セドゥー - 『アデル、ブルーは熱い色』 (18)

### 脚本賞
- 1位 - ジュリー・デルピー、イーサン・ホーク、リチャード・リンクレイター - 『ビフォア・ミッドナイト』 (29)
  - 2位 - コーエン兄弟 - 『インサイド・ルーウィン・デイヴィス 名もなき男の歌』 (26)
  - 3位 - エリック・ウォーレン・シンガー、デヴィッド・O・ラッセル - 『アメリカン・ハッスル』 (18)

### 撮影賞
- 1位 - ブリュノ・デルボネル - 『インサイド・ルーウィン・デイヴィス 名もなき男の歌』 (28)
  - 2位 - エマニュエル・ルベツキ - 『ゼロ・グラビティ』 (26)
  - 3位 - フェドン・パパマイケル - 『ネブラスカ ふたつの心をつなぐ旅』 (19)

### 外国語映画賞
- 1位 - 『アデル、ブルーは熱い色』 フランス (27)
  - 2位 - 『罪の手ざわり』 中華人民共和国 (21)
  - 3位 - 『グレート・ビューティー/追憶のローマ』 イタリア (15)

### ノンフィクション映画賞
- 1位 - 『アクト・オブ・キリング』 (20)
- 1位 - At Berkeley (20)
  - 3位 - 『リヴァイアサン』 (18)

### 実験映画賞
- 『リヴァイアサン』